# Юрій Сологуб
Юрій Сологуб (бл. 1470 — 1514) — державний та військовий діяч, урядник Великого князівства Литовського.

## Життєпис
Походив з руського роду Сологубів гербу Правдич. Син Андрія Довойни-Сологуба. Народився близько 1470 року. Про його діяльність відомо замало. Був одружений з представницею князівського роду Свірських. Після 1491 року успадкував від батька маєтності Івенець та Київець у Мінському воєводстві.
У 1503 році призначено намісником Смоленська. під час своєї каденції до 1507 року багато зробив для зміцнення смоленської фортеці. У квітні 1514 року стає Смоленським воєводою. В липні того ж року до Смоленська підійшло московське військо, яке Сологуб спробував відбити, але зазнав поразки й вимушений був відійти до фортеці. Не зміг організувати гідний опір. Під тиском місцевої шляхти та духівництва 1 серпня здав місто великому князю Московському Василю III. Відмовився переходити на службу до останнього, повернувшись до Литви. Тут був звинувачений у зраді та страчений.

## Родина
Дружина — Людмила, донька князя Петра Свірського
Діти:
- Станіслав
- Миколай
- Войцех